# Улица Профессора Мухамедьярова (Казань)
Улица Профессора Мухамедья́рова (тат. Профессор Мөхәммәтъяров урамы, Professor Möxämmätyarof uramı) — улица в Московском районе Казани, в исторических районах Удельная стройка и слобода Восстания. Названа в честь народного комиссара здравоохранения Татарской АССР Фатыха Мухамедьярова.  

## География
Начинаясь от улицы Гагарина, пересекает улицы Королёва и Воровского и заканчивается у железной дороги.

## История
Возникла до революции как 4-я Удельная улица, получив название по местности, в которой она находится. После революции часть домов улицы была муниципализирована и занята различными учреждениями: к началу 1920-х один из домов передан школе № 58, другой («дача Елачича») ― детскому дому № 9. Протоколом комиссии Казгорсовета по наименованию улиц б/н от 2 ноября 1927 года, утверждённому 15 декабря того же года, переименована в 6-ю Союзную улицу.
По состоянию на вторую половину 1930-х годов, на улице имелось около 30 домовладений: №№ 3/1–25/7 по нечётной стороне и №№ 2–38/5 по чётной стороне (с пропусками), в основном, частные. На тот момент улица начиналась от 5-й Союзной улицы и пересекала улицы 7-я Союзная, Азина, Бедняцкая, 9-я Союзная, Орловская, 11-я Союзная и 13-я Союзная. Во время немецко-советской войны и после неё в промежутке между 11-й и 13-й Союзной улицами, ранее предусматривавшемся как защитная зона предполагаемого строительства завода «Пишмаш», были построены коттеджи для работников авиа- и моторостроительного заводов; некоторые из них сохраняли ведомственную принадлежность до середины 1990-х годов.
В 1950-е — 1960-е годы улица лишилась бо́льшей части частной застройки, попав в зону застройки многоэтажных домов кварталов №№ 33 и 26 Ленинского района, перестав существовать в промежутке между улицами 5-я Союзная и Восстания; севернее коттеджей были построены жилые дома квартала № 1.
После вхождения Удельной стройки в состав Казани улица вошла в состав слободы Восстания, административно относившейся к 6-й городской части. После введения в городе деления на административные районы входила в состав Заречного (с 1931 года Пролетарского, до 1935), Ленинского (1935–1973) и Московского (с 1973) районов.

## Объекты
- № 31 — по этому адресу в 1960-х – 2000-х годах находилась Казанская фабрика музыкальных инструментов.[23]
- № 40/36, 42 — жилые дома моторостроительного завода.[9]
- № 44/33 — жилой дом авиазавода.[9]

## Транспорт
Общественный транспорт по улице не ходит. Ближайшие остановки общественного транспорта — «Гагарина» и «Метро „Северный Вокзал“» (бывшая «Воровского») (автобус, троллейбус, трамвай), обе на улице Декабристов. Ближайшая станция метро — «Северный Вокзал». 

## Известные жители
В разное время на улице проживали президент РФ Борис Ельцин (№ 32, в 1956 году перенесён в Новое Караваево на Карагандинскую улицу), народный художник ТАССР, лауреат Тукаевской премии Баки Урманче и его жена, также лауреат Тукаевской премии Флора Ахметова-Урманче (№ 29/8, установлена мемориальная доска), директор Казанского авиазавода Виталий Копылов (№ 23а).